# Biblioteca Popular Costa i Fornaguera
La Biblioteca Popular Costa i Fornaguera es una obra del municipio de Calella (Maresme) incluida en el Inventario del Patrimonio Arquitectónico de Cataluña.

## Descripción
Es una biblioteca popular proyectada por Jeroni Martorell en 1931, siguiendo el estilo novecentista del mercado y el matadero municipal, proyectados por el mismo arquitecto en 1927. La utilización de la piedra y el yeso en la fachada parece reproducir el frontón barroco de algunas masías de la comarca. Cabe destacar, también, el taller de la Plaza La Porxada, en el Vallès Oriental, característica que pretende resaltar el espíritu cívico y municipal respecto al tema de la construcción.

## Historia
Para atender las necesidades perentorias en el campo de la cultura, en 1931, cuando era alcalde J. Gallart, y patrocinada por la Diputación de Barcelona, fue abierta la Biblioteca "Costa y Fornaguera" que honra la memoria del arzobispo y patricio calellense.
En enero de 1923 Calella había iniciado oficialmente a través de su Ayuntamiento el proceso de solicitud a la Mancomunidad de una biblioteca popular; en noviembre de 1926 el alcalde Josep Llobet comunica a la Diputación que tiene una sala prevista dentro del edificio del Grupo Escolar y se reservan 5.000 pesetas para los gastos de instalación. En diciembre de 1929 la Diputación acuerda conceder la Biblioteca y determina que correrán a cargo del Ayuntamiento los gastos de luz, agua y calefacción. El 18 de septiembre de 1930 se publicó en el Boletín Oficial de la Provincia el anuncio de la convocatoria de un concurso para proveer las plazas de directora y auxiliar de la futura Biblioteca Popular de Calella y el 19 de noviembre se produjeron los nombramientos de Luisa Rivas Papaseit como bibliotecaria directora y de María Luisa Barrera Rosell como bibliotecaria auxiliar.
Finalmente la Biblioteca fue inaugurada el martes 16 de junio de 1931, día de la fiesta Mayor de Sant Quirze y Santa Julita. Asistieron autoridades como el delegado del gobernador civil el doctor Trabal, el consejero de cultura Bonaventura Gassol, el consejero de Trabajo y alcalde de Pineda Manuel Serra y Moret y el director general de Bibliotecas Jordi Rubió i Balaguer.
La Biblioteca Costa y Fornaguera dejó de funcionar en diciembre de 2005 para trasladar sus servicios a la Biblioteca Can Salvador de la Plaza que se inauguró el 23 de abril del 2006.